# 투쿰스시

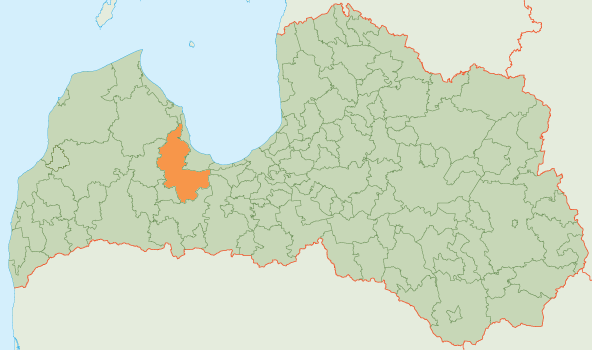
투쿰스 시의 위치

투쿰스시(라트비아어: Tukuma novads)는 라트비아의 지방 자치체로 행정 중심지는 투쿰스이며 면적은 1,198.1km2, 인구는 33,608명(2009년 기준), 인구 밀도는 28명/km2이다. 1개 도시, 10개 교구를 관할한다.

## 같이 보기
- 라트비아의 행정 구역